# Hirsutonuphis armillata
Hirsutonuphis armillata är en ringmaskart som beskrevs av Paxton 1996. Hirsutonuphis armillata ingår i släktet Hirsutonuphis och familjen Onuphidae. Inga underarter finns listade i Catalogue of Life.